# Hettlingen
Hettlingen är en ort och kommun i distriktet Winterthur i kantonen Zürich, Schweiz. Kommunen har 3 219 invånare (2023).